# São Sebastião da Feira
São Sebastião da Feira era una freguesia portuguesa del municipio de Oliveira do Hospital, distrito de Coímbra.

## Historia
São Sebastião da Feira tuvo la condición de municipio hasta principios del siglo XIX, cuando fue anexionado por el de Penalva de Alva, que a su vez se integró a mediados de siglo en el de Oliveira do Hospital.
Fue suprimida el 28 de enero de 2013, en aplicación de una resolución de la Asamblea de la República portuguesa promulgada el 16 de enero de 2013 al unirse con la freguesia de Penalva de Alva, formando la nueva freguesia de Penalva de Alva e São Sebastião da Feira.